# Марко Кассетті
Марко Кассетті (італ. Marco Cassetti, нар. 29 травня 1977, Брешія, Італія) — італійський футболіст, що грав на позиції правого захисника. Виступав за національну збірну Італії.
Дворазовий володар Кубка Італії. Володар Суперкубка Італії з футболу.

## Клубна кар'єра
Вихованець футбольної школи клубу «Лумеццане».
У дорослому футболі дебютував 1996 року виступами за команду клубу «Монтік'ярі», в якій провів два сезони, взявши участь у 30 матчах чемпіонату.
Згодом з 1998 по 2006 рік грав у складі команд клубів «Лумеццане», «Верона» та «Лечче».
Своєю грою за останню команду привернув увагу представників тренерського штабу клубу «Рома», до складу якого приєднався 2006 року. Відіграв за «вовків» наступні шість сезонів своєї ігрової кар'єри. Більшість часу, проведеного у складі «Роми», був основним гравцем захисту команди. За цей час двічі виборював титул володаря Кубка Італії, ставав володарем Суперкубка Італії з футболу.
Протягом 2012—2014 років захищав кольори клубів «Удінезе» та «Вотфорд».
Завершив професійну ігрову кар'єру у клубі «Комо», за команду якого виступав протягом 2015—2016 років.

## Виступи за збірну
2005 року дебютував в офіційних матчах у складі національної збірної Італії. Протягом кар'єри у національній команді, яка тривала 4 роки, провів у формі головної команди країни 5 матчів.
| Дата      | Місто    | Господарі | Результат | Гості      | Турнір            | Голи | Примітки  |
| --------- | -------- | --------- | --------- | ---------- | ----------------- | ---- | --------- |
| 30-3-2005 | Падуя    | Італія    | 0 – 0     | Ісландія   | товариський матч  | -    | 46'       |
| 11-6-2005 | Нью-Йорк | Італія    | 1 – 1     | Еквадор    | товариський матч  | -    | 88'       |
| 6-2-2008  | Цюрих    | Італія    | 3 – 1     | Португалія | товариський матч  | -    | 81'       |
| 20-8-2008 | Ніцца    | Італія    | 2 – 2     | Австрія    | товариський матч  | -    | 69'       |
| 6-9-2008  | Ларнака  | Кіпр      | 1 – 2     | Італія     | Відбір до ЧС 2010 | -    | 18' — 37' |
| Усього    |          | Матчів    | 5         |            | Голів             | 0    |           |

## Досягнення
- Володар Кубка Італії:

«Рома»: 2006–2007, 2007–2008
- Володар Суперкубка Італії з футболу:

«Рома»: 2007